# Bellonella clavata
Bellonella clavata är en korallart som först beskrevs av Pfeffer 1889.  Bellonella clavata ingår i släktet Bellonella och familjen läderkoraller. Inga underarter finns listade i Catalogue of Life.